# Simon Ramsden
Simon Ramsden (Bishop Auckland, 17 dicembre 1981) è un ex calciatore inglese, difensore.

## Carriera
Difensore centrale, può giocare anche come terzino destro. Veste le maglie di Sunderland, Notts County (Championship), Grimsby Town, Rochdale e Bradford City, approdando in Scozia nel 2012, dopo aver giocato per anni nella quarta divisione inglese (circa 200 presenze).